# Liste der Singles in den Race-Records-Charts 1945
Die Liste der Singles in den Billboard-Race-Records-Charts 1945 enthält alle Songs von Singles, die im Kalenderjahr 1945 zunächst noch in der „Harlem“ Hit Parade, ab 17. Februar in der Kategorie Most Played Juke Box Race Records des Billboard gelistet wurden. Diese stellte den Vorläufer der 1949 eingeführten Billboard R&B Charts dar.

## Hintergrund
Seit den frühen 1940er Jahren war der Markt für sogenannte Race Records (also Platten afroamerikanischer Musiker für ein afroamerikanisches Publikum) so gewachsen, dass Billboard daran interessiert war, deren Umsatz zu messen. „Race Music“ war ein Begriff, der bereits seit den 1920er-Jahren von der Plattenindustrie verwendet wurde.
Verkaufs-Chart für Race Records waren seit Oktober 1942 von Billboard zunächst als Harlem Hit Parade ermittelt worden. Die wöchentlichen Verkäufe wurde zuerst in einer nicht näher definierten Auswahl der „beliebtesten Plattenläden“ im New Yorker Stadtteil Harlem (der stark afroamerikanisch geprägt war) in einer informellen Umfrage erhoben. Anfang 1944 waren Plattenläden in Chicago und Newark (New Jersey) hinzugekommen, ab Februar 1944 in den ganzen Vereinigten Staaten, weshalb die Liste dann unter dem Verlegenheits-Titel als „Harlem“ Hit Parade erschien. Am 10. Februar 1945 erschien unter diesem Titel die letzte Chart-Listung, die auf einer Ermittlung von Plattenverkäufen basierte.
Ab 17. Februar 1945 wurden diese Verkaufscharts abgelöst durch eine Chartermittlung der wöchentlich meistgespielten Titel in den Musikautomaten, der auf Berichten von solchen Jukebox-Betreibern in den Vereinigten Staaten beruhte, deren Standort Race Records erforderte; diese wurde unter dem Titel Most Played Juke Box Race Records veröffentlicht. Im Juni 1949 wurde der Begriff Race in den Chartlisten ersetzt durch „Rhythm and Blues“.
Im Jahr 1945 platzierten sich insgesamt 61 Songs.

## Liste
| Interpret                                                           | Titel Autor(en)                                                                                          | Charteinstieg | Wochen | HP | Labelnummer       | Bemerkungen |
| ------------------------------------------------------------------- | --- | ------------- | ------ | -- | ----------------- | --- |
| Ella Fitzgerald & The Ink Spots                                     | Into Each Life Some Rain Must Fall Allan Roberts, Doris Fisher                                           | 28.10.1944    | 21     | 1  | Decca 23356       | Die erfolgreiche Single wurde sowohl in der Harlem Hit Parade als auch in der Pop-Charts Nummer eins. Die B-Seite der Single war der Song I’m Making Believe, der ebenfalls in beiden Charts erfolgreich war. |
| Nat King Cole Trio                                                  | Gee Baby, Ain’t I Good to You Don Redman, Andy Razaf                                                     | 30.09.1944    | 22     | 1  | Capitol 169       | |
| Lionel Hampton                                                      | Hamp’s Boogie Woogie Lionel Hampton                                                                      | 12.08.1944    | 23     | 1  | Decca 18613       | „Lionel Hamptons berühmteste Komposition in diesem Genre war zweifellos Hamp’s Boogie-Woogie (1944), wobei der winzige Teddy Buckner die Nummer nach vorne schob“. |
| Cecil Gant                                                          | I Wonder Cecil Gant                                                                                      | 19.10.1944    | 28     | 1  | Giltedge 500      | Die Gilt-Edge-Veröffentlichung von I Wonder (als Pvt. Cecil Gant) verkaufte sich gut in den Vereinigten Staaten; der Titel erreichte 1944 Platz eins in der Billboard Harlem Hit Parade und Platz 20 in der nationalen Pop-Tabelle. |
| Nat King Cole Trio                                                  | I’m Lost Otis René                                                                                       | 04.11.1944    | 12     | 4  | Excelsior 2986    | |
| The Mills Brothers                                                  | You Always Hurt the One You Love Allan Roberts, Doris Fisher                                             | 05.08.1944    | 22     | 5  | Decca 18599       | You Always Hurt the One You Love war der vierte Nummer-1-Hit der Mills Brothers in den Billboard-Charts und die zweite 78er, die über eine Million mal verkauft wurde. 1944 nahmen ihn auch Kay Starr, Charlie Spivak, Charlie Barnet und Bunk Johnson auf.                                                                                    |
| Ella Fitzgerald & The Ink Spots                                     | I’m Making Believe James V. Monaco, Mack Gordon                                                          | 28.10.1944    | 14     | 3  | Decca 23356       | |
| Cootie Williams                                                     | Cherry Red – Blues Big Joe Turner, Pete Johnson                                                          | 20.05.1944    | 39     | 2  | Hit 7084          | Cherry Red war der größte Hit für Cootie Williams and His Orchestra, in dem bei dieser Aufnahme u. a. Eddie Vincon, Bud Powell, Eddie Lockjaw Davis und George Treadwell spielten. |
| Louis Jordan                                                        | White Cliffs of Dover Walter Kent, Nat Burton                                                            | 16.12.1944    | 3      | 10 | Hit 7109          | Das patriotische Lied war in der Kriegszeit populär in den Versionen von Vera Lynn, Kai Kyser, Glenn Miller und Kate Smith. |
| Cootie Williams Orchestra & Eddie Vinson                            | Somebody’s Got to Go Bob Haggart                                                                         | 06.01.1945    | 13     | 1  | Hit 7119          | Eddie „Cleanhaed“ Vinson hatte mit Cootie Williams and His Orchestra eine Reihe von Hits, wie Cherry Red, Wee Baby Blues, erfolgreich auch mit seinen älteren Titeln Juice Head Baby, Somebody's Gotta Go und Alimony Blues. |
| Duke Ellington and His Famous Orchestra                             | I Don’t Mind Billy Strayhorn, Duke Ellington                                                             | 23.12.1944    | 3      | 9  | Victor 1598       | Mit Ivy Anderson, Gesang |
| Loois Prima                                                         | Robin Hood Prima – Miketta                                                                               | 13.01.1945    | 1      | 10 | Hit 7083          | Der Billboard notierte Anfang 1945: „Die Kraft dieser musikalischen Modeschöpfer zeigt sich am besten in Louis Primas Robin Hood, der dem legendären Jesse James einen katzenartigen Charakter verleiht.“ |
| Duke Ellington his Famous Orchestra, Vocal Refrain by Joya Sherrill | I’m Beginning to See the Light Harry James, Duke Ellington, Johnny Hodges, Don George                    | 20.01.1945    | 7      | 4  | Victor 20-1618    | Nahezu zeitgleich waren Harry James und Duke Ellington mit dem Song auch in den US-Popcharts; es folgten noch Ella Fitzgerald mit den Ink Spots Ende April 1945. |
| The Andrew Sisters                                                  | Rum and Coca-Cola Morey Amsterdam                                                                        | 20.01.1945    | 3      | 3  | Decca 18636       | Der Text für die Andrews Sisters-Version von „Rum and Coca-Cola“ wurde gegenüber der Originalversion von 1942 erheblich geändert. |
| Bing Crosby & Andrew Sisters                                        | Don’t Fence Me In (From Warner Bros.-Picture "Hollywood Canteen") Cole Porter                            | 20.01.1946    | 1      | 9  | Decca 23364       | Version des Stückes aus der Warner Bros.-Produktion Hollywood Canteen. In der Filmversion sangen die Andrews Sisters unter der Begleitung von Jimmy Dorsey. |
| Johnny Mercer                                                       | Ac-Cent-Tchu-Ate the Positive (From Paramount-Picture "Here Come The Waves") Harold Arlen, Johnny Mercer | 27.01.1946    | 2      | 4  | Capitol 180       | Version des Stückes aus der Paramount-Produktion Here Come the Waves (1944, Regie Mark Sandrich), in dem der Song von Bing Crosby vorgestellt wurde. Dessen Version erhielt 1946 eine Oscar-Nominierung. |
| Duke Ellington & His Famous Orchestra, Vocal Refrain by Al Hibbler  | Don’t You Know I Care (or Don’t You Care to Know ) Mack David, Duke Ellington                            | 27.01.1945    | 1      | 10 | Victor 20-1618    | Duke Ellington and His Orchestra in einer Aufnahme von 1. Dezember 1944; der Vokalist ist Al Hibbler. |
| Tab Smith with Trevor Bacon                                         | I’ll Live True with You William T. Ford                                                                  | 03.02.1946    | 1      | 7  | Decca 8661        | Das Tab Smith Orchestra hatte mit dem Sänger Trevor Bacon mehrere große Hits aufgenommen, darunter You Lovely You und I'm Live True to You. Auf dem Höhepunkt seiner immensen Popularität starb er auf dem Weg nach New York zu seiner Verlobung im April 1945 bei einem Verkehrsunfall.                                                       |
| Dinah Washington                                                    | Salty Papa Blues Leonard Feather, Sammy Price                                                            | 03.02.1945    | 1      | 8  | Keynote 606       | Dinah Washington bei ihrer ersten Plattensession für das kleine Keynote Label, begleitet vom Lionel Hampton Sextett. |
| Louis Jordan and His Tympany Five                                   | Mop-Mop Claude Demetrius, J. Mayo Williams                                                               | 10.02.1946    | 17     | 2  | Decca 8668        | B-Seite von Jordans You Can’t Get That No More. |
| Roosevelt Sykes                                                     | I Wonder Cecil Gant                                                                                      | 17.02.1945    | 13     | 1  | Bluebird 34-0721  | |
| Louis Jordan                                                        | You Can’t Get That No More Louis Jordan, Sam Theard                                                      | 17.02.1946    | 12     | 2  | Decca 8668        | Jordans Wortschatz stützte sich auf die alltäglichen Worte des städtischen Ghettos: „You just can’t get it, you got to do with what you got / Ain’t go have no more for the duration, / You got to be careful with your boots on.“ |
| Warren Evans                                                        | I Wonder Cecil Gant                                                                                      | 17.02.1945    | 2      | 6  | National 9003     | Eine weitere Coverversion von Cecil Gants Erfolgstitel. Der Sänger Warren Evans war in den 1940er und 50er Jahren aktiv, unter anderem in der Band des Pianisten Buddy Johnson. Er starb 1959 in New York. |
| Duke Ellington                                                      | I Ain’t Got Nothin’ But the Blues Duke Ellington, Don George                                             | 17.02.1945    | 3      | 4  | Victor 20-1623    | Vokalisten waren Al Hibbler und Kay Davis (obligato). |
| Count Basie                                                         | Red Bank Boogie Buck Clayton, Count Basie                                                                | 17.03.1945    | 2      | 6  | Columbia 36766    | B-Seite von I Didn’t Know About You. |
| Pete Johnson All Star Orchestra (Vocal Big Joe Turner)              | S. K. Blues Saunders King                                                                                | 17.03.1945    | 6      | 2  | National 9010     | Der Bluessänger Big Joe Turner wurde von Pete Johnson’s All Stars begleitet; der Band gehörten Frankie Newton (tp), Don Byas (ts), Pete Johnson (p), Leonard Ware (git), Al Hall (kb) und Harold „Doc“ West (dr) an. |
| Erskine Hawkins                                                     | Tippin’ In Bobby Smith                                                                                   | 31.03.1945    | 24     | 1  | Victor 20-1639    | Tippin’ In, einer der größten Hits des Jahres, war die B-Seite von Erskine Hawkins’ Single Remember. |
| Louis Armstrong                                                     | I Wonder Cecil Gant                                                                                      | 31.03.1945    | 4      | 4  | Decca 18652       | Eine weitere Coverversion von Cecil Gants erfolgreichem Titel. In Louis Armstrongs Orchester spielten Billy Butterfield (tp), Sid Stoneburn (as), Jules Rubin (as, cl), Bill Stegmeyer (ts, cl), Arthur Rollini (ts), Paul Ricci (bar), Dave Bowman (p), Carl Kress (git), Bob Haggart (kb, dir) und Johnny Blowers (dr).                      |
| Cecil Gant                                                          | Cecil’s Boogie Cecil Gant                                                                                | 21.04.1945    | 1      | 5  | Giltedge 500 CG 2 | |
| Sister Rosetta Tharpe                                               | Strange Tings Happen Every Day Bernie Hanighen                                                           | 28.04.1945    | 11     | 2  | Decca 8669        | De Be-Seite von Two Little Fishes and Five Loaves of Bread . |
| Arthur Crudup                                                       | Rock Me, Mama                                                                                            | 05.05.1945    | 7      | 3  | Bluebird 34-0725  | Rock Me Mama (auch Rock Me Momma), das auf Big Bill Broonzys Rockin’ Chair Blues basiert, hatte großen Einfluss auf die kommende Generation von Musikern wie Elvis Presley. |
| Louis Jordan                                                        | Caldonia Boogie Louis Jordan                                                                             | 12.05.1945    | 26     | 1  | Decca 86703       | |
| Nat King Cole Trio                                                  | If You Can’t Smile and Say Yes Louis Jordan, Timmie Rodgers                                              | 12.05.1945    | 3      | 3  | Capitol 192       | „Nat Cole ebnete fast im Alleingang den Weg für die nächste Generation von Pianisten und Sängern.“ |
| Billie Holiday                                                      | Lover Man (Oh Where Can You Be) Jimmy Davis, Ram Ramirez, Jimmy Sherman                                  | 12.05.1945    | 1      | 5  | Decca 23391       | Lover Man (Oh Where Can You Be) wird besonders mit Billie Holiday in Verbindung gebracht, für die es auch geschrieben wurde, und ihre Version wurde 1989 in die Grammy Hall of Fame aufgenommen. |
| Arthur Crudup                                                       | Who’s Been Foolin’ You                                                                                   | 12.05.1945    | 1      | 5  | Bluebird 34-0725  | |
| Erskine Hawkins & His Orchestra (Vocal Refrain by Ace Harris)       | Caldonia Louis Jordan                                                                                    | 19.05.1945    | 9      | 3  | Victor 20-1659    | Der Billboard beschrieb in seiner Ausgabe vom 21. April 1945 Hawkins’ Version als „richtige rhythmische Rock ’n’ Roll-Musik“, möglicherweise die erste Verwendung des Begriffs zur Beschreibung eines Musikstils, und das 14 Monate vor einer häufiger zitierten Verwendung der Wörter in einer Beschreibung von „Sugar Lump“ von Joe Liggins. |
| The Mills Brothers                                                  | Put Another Chair at the Table Cecil Gant, Richard Nelson                                                | 26.05.1945    | 3      | 4  | Decca 18863       | |
| The Mills Brothers                                                  | I Wish Allan Roberts, Doris Fisher                                                                       | 02.06.1945    | 3      | 4  | Decca 18863       | I Wish war die B-Seite von Put Another Chair at the Table. |
| Lucky Millinder and His Orchestra                                   | Who Threw the Whiskey in the Well? Lucky Millinder, Eddie DeLange                                        | 09.06.1945    | 20     | 1  | Decca 18374       | Wynonnie Harris war der Vokalist in Lucky Millinders Orchester, in dem u. a. auch Freddie Webster, Preston Love, Eddie Lockjaw Davis, Lucky Thompson, Ellis Larkins, Lawrence Lucie, Al McKibbon und Panama Francis spielten. Der Song wurde in den folgenden Jahren auch von Bull Moose Jackson und Louis Prima gecovert.                     |
| Louis Jordan                                                        | Somebody Done Changed the Lock on My Door William Weldon                                                 | 23.06.1945    | 10     | 3  | Decca 8670        | B-Seite von Caldonia. |
| Buddy Johnson                                                       | That's the Stuff You Gotta Watch Buddy Johnson                                                           | 14.07.1945    | 10     | 2  | Decca 8671        | Ein R&B-Titel, der 1945 auch von Rubberlegs Williams & Herbie Fields' Band (mit Miles Davis), Wynonie Harris & Jack McVea and His All Stars, außerdem von Tony Pastor und Stan Kenton aufgenommen wurde. |
| Cecil Gant                                                          | Grass Is Getting Greener Every Day Cecil Gant                                                            | 21.07.1945    | 1      | 7  | Giltedge 505      | |
| Cecil Gant                                                          | I’m Tired Cecil Gant, W. S. Stevenson                                                                    | 11.08.1945    | 2      | 4  | Giltedge 506      | |
| Joe Liggins                                                         | The Honeydripper Joe Liggins                                                                             | 11.08.1945    | 26     | 1  | Exclusive 207     | |
| Ella Fitzgerald & Delta Rhythm Boys                                 | It’s Only a Paper Moon Harold Arlen, E. Y. Harburg, Billy Rose                                           | 18.08.1945    | 2      | 4  | Decca 23425       | 1945 waren sowohl Benny Goodman als auch Ella Fitzgerald (mit den Delta Rhythm Boys als Hintergrundssängern) mit dem Broadway-Song von 1933 erfolgreich. |
| Nat King Cole Trio                                                  | I’m a Shy Guy Nat King Cole                                                                              | 25.08.1945    | 5      | 2  | Capitol 208       | Nat King Coles Trio trat mit dem Song auch in einem gleichnamigen Soundie auf (1946, Regie William Forest Crouch). |
| Tampa Red                                                           | Detroit Blues Tampa Red                                                                                  | 01.09.1945    | 1      | 5  | Bluebird 34-0731  | „...ein herrlich groovender laid-back Blues“ |
| Count Basie & His Orchestra                                         | Jimmy’s Blues Jimmy Rushing                                                                              | 15.09.1945    | 1      | 5  | Columbia 36831    | B-Seite von Taps Miller, ein Titel von Basie und Bob Russell. Bei Count Basies Hits dieser Zeit, Red Bank Boogie und Jimmy's Blues war Jimmy Rushing der Bandvokalist. |
| Billy Eckstine                                                      | Lonesome Lover Blues B. Eckstine/J. Valentine                                                            | 13.10.1945    | 1      | 4  | National 9015     | |
| Erskine Hawkins                                                     | Fifteen Years (And I’m Still Serving Time) Allan Roberts, Doris Fisher                                   | 13.10.1945    | 1      | 4  | Victor 20-1685    | Fifteen Years (And I’m Still Serving Time) wurde 1945 auch von Pearl Bailey (Columbia) gecovert. |
| Billy Eckstine                                                      | Last Night (and Now Tonight Again) Sam Keval                                                             | 27.10.1945    | 1      | 3  | National 9015     | Last Night (And Now Tonight Again) beginnt mit einem Tenorsaxophon-Solo von Gene Ammons. |
| Savannah Churchill                                                  | Daddy, Daddy Savannah Churchill, Irving Berman                                                           | 27.10.1945    | 1      | 4  | Manor 1004        | Solist auf dem Titel ist der Posaunist J. J. Johnson. |
| Jimmy Lunceford & Delta Rhythm Boys                                 | The Honeydripper Joe Liggins                                                                             | 03.11.1945    | 9      | 2  | Decca 23451       | Nachdem Joe Liggins ab August 1945 mit der Nummer erfolgreich in den Charts war, folgten bald Coverversionen von Jimmy Lunceford, Roosevelt Sykes, Oscar Peterson und Cab Calloway. |
| Billy Eckstine                                                      | A Cottage for Sale Willard Robison, Larry Conley                                                         | 03.11.1945    | 1      | 3  | National 9014     | |
| Herb Jeffries with Joe Liggins’ Honeydrippers                       | Left a Good Deal in Mobile Herb Jeffries, Nat Leslie                                                     | 10.11.1945    | 4      | 3  | Exclusive 208     | |
| Roosevelt Sykes                                                     | The Honeydripper Joe Liggins                                                                             | 24.11.1945    | 4      | 3  | Bluebird 34-0737  | Der amerikanische Blues-Pianist war auch als „the Honeydripper“ bekannt. Auf dem gleichnamigen Titel begleitet er sich selbst auf dem Klavier. |
| Big Maceo Merriweather                                              | Things Have Changed – Blues Big Maceo                                                                    | 01.12.1945    | 1      | 4  | Bluebird 34-0737  | „Blues singer with piano, guitar and drums“ |
| Lionel Hampton & His Orchestra                                      | Beula’s Boogie Lionel Hampton                                                                            | 19.10.1945    | 9      | 2  | Decca 18719       | |
| Ivory Joe Hunter with Johnny Moore and The Three Blazers            | Blues at Sunrise Ivory Joe Hunter                                                                        | 15.12.1945    | 1      | 5  | Exclusive 209     | Hunters erster größerer Charterfolg, Blues at Sunrise gehörte zu den typischen R&B-Balladen der Zeit, wie auch Charles Browns Drifting Blues (1946) und T-Bone Walkers Call It Stormy Monday (1948). |
| Helen Humes & Bill Doggett Octet                                    | Be-Baba-Leba Humes                                                                                       | 15.12.1945    | 8      | 4  | Philo PV106       | Mit Ross Butler (tp), Johnny Brown a(s), Wild Bill Moore (ts), Ernest Thompson (bar), Bill Doggett (p), Elmer Warner (git), Alfred Moore (kb) und Charles Harris (dr). Adaptiert hatte Helen Humes den Titel von Big Jim Wynn's Ee-Bobaliba. Humes Be-Baba-Leba „ist reiner R&B mit einer intermittierenden Backbeat und Boogie-Basslinie“.    |
| Arthur Crudup                                                       | Keep Your Arms Around Me Crudup                                                                          | 19.12.1945    | 1      | 3  | Bluebird 34-0738  | Arthur „Big Boy“ Crudup hatte, wie viele Bluesgrößen, einen größeren Einfluss auf eine spätere Sprache der Musik: „Rock and Roll“. |